# Магоњино (Вербано-Кузио-Осола)
Магоњино је насеље у Италији у округу Вербано-Кузио-Осола, региону Пијемонт.
Према процени из 2011. у насељу је живело 227 становника. Насеље се налази на надморској висини од 458 м.